# その顔をかせ
『その顔をかせ』（そのツラをかせ、原題: Port du désir）は、1954年に公開されたフランスの犯罪映画、フレンチフィルムノワール。エドモン・Ｔ・グレヴィル監督作品。
日本発の国際女優で知られる谷洋子も出演している。
「その顔（ツラ）をかせ」と顔をツラというルビは当時、日本で流行していた洋画題名のつけ方であり、ギャバン作品ではほかに『現金に手を出すな』の現金を「げんなま」と読むなどがある。

## ストーリー
マルセイユ港の入口で密輸船ヴィーブス号が沈没してしまう。ル・ケヴィックが船長を務めるサルベージ船が引き上げを請け負った。ヴィーブス号にはタバコに加え、船主のブラックが殺した情婦シュザンヌの遺体も積まれていたため、ブラックはル・ケヴィックを懐柔しようとするも失敗に終わる。
また、シュザンヌの行方を追っていた妹マルチーヌは写真を手掛かりにブラックを追及するが、殺されそうになる。酒場で働きながら姉の行方を捜す中、ル・ケヴィックに助けられる。ル・ケヴィックはマルチーヌに惹かれるも、彼女は酒場に出入りする潜水夫ミッシェルに惹かれる。
その後、引き上げ捜査に加わったミッシェルはシュザンヌの遺体を発見する。これがきっかけでミッシェルはブラック一味に狙われ、マルチーヌを連れて警察の情報係である黒人ババの家に避難するが、ブラックに見つかり、連れ去られてしまう。その後、ル・ケヴィックもシュザンヌの遺体を見つけ、マルチーヌが酒場に逃げてきた時には、ブラックの脅迫を受けていた。ババはミッシェルを助けた後、武装警官隊を連れてブラック一味の元へと到着する。
銃撃戦の末、ブラック一味は逮捕された。

## スタッフ
- 監督 - エドモン・T・グレヴィル
- 脚本 - ジャック・ヴィオ
- 撮影 - アンリ・アルカン
- 音楽 - ジョゼフ・コズマ

## 出演
- ジャン・ギャバン
- アンリ・ヴィダル
- アンドレ・ドバール
- 谷洋子